# Fjällig dvärgspett
Fjällig dvärgspett (Picumnus squamulatus) är en fågel i familjen hackspettar inom ordningen hackspettartade fåglar.

## Utbredning och systematik
Fjällig dvärgspett delas in i fem underarter:
- Picumnus squamulatus roehli – förekommer från nordöstra Colombia (Boyacá och Sierra Nevada de Santa Marta) till norra Venezuela
- Picumnus squamulatus squamulatus – förekommer i nordöstra och centrala Colombia (från Arauca till Huila och nordöstra Meta)
- Picumnus squamulatus lovejoyi – förekommer i nordvästligaste Venezuela (nordvästra Zulia)
- Picumnus squamulatus apurensis – förekommer i norra och centrala Venezuela (Apure, Guárico och Anzoátegui)
- Picumnus squamulatus obsoletus – förekommer i nordöstligaste Venezuela (östra Sucre)

## Status och hot
Arten har ett stort utbredningsområde, men tros minska i antal, dock inte tillräckligt kraftigt för att den ska betraktas som hotad. Internationella naturvårdsunionen IUCN listar arten som nära hotad (LC).